# EME (輕小說)
《EME》系列，日本輕小說作家瀧川武司的作品，在富士見Fantasia文庫發表，插畫為尾崎弘宜，台灣中文版由台灣角川代理。 
共分為『BLACK』、『BLUE』、『RED』。『BLACK』是過去的故事，而『BLUE』、『RED』現在的故事。
雖然出版順序是『BLACK』、『BLUE』、『RED』，但作者建議觀看的順序是是『RED』、『BLUE』、『BLACK』 。

## 概要
隸屬秘密地處理超自然現象的獨立機關—EME的特務處理各式各樣事件的奇幻故事。
『BLACK』—屬於前傳長篇故事。
『BLUE』—現代長篇故事。
『RED』—短篇集。由數個在雜志連載的故事，再加上新的三色短篇和OFF RED構成。

## 關於八百萬機關
EME （Eight Million Engine）
暗中處理所有怪異現象的架空機關。舊稱八百萬機關，在首都依然在京都的時代存在至今，在世界大戰後更名為EME。
其中分為PC課、DH課、OP課、UL課、PP課等不同的部門處理不同的事件。
PC課 （Phenomenon Creature／現象生物）
現象生物即是一般所稱的妖怪、怪獸或者怪物之類的生物。主要是處理與PC有關的事件。
一般PC有分為P(保護種)和T(殲滅種)。
DH課 （Demi Human／亞人）
負責管理狼人、妖精之類的亞人類生態的部門。
由於處理的事件間中會與PC課相沖，所以兩個部門的關係不是太好。
會把適合在人類社會生活的亞人的行動把握和管理。
一般分為保護·管理指定和殲滅·捕獲指定
OP課 (Out Of Place Artifacts／歐帕茲)
主要調查、收集和管理具有超常能力的器物。
一般分為指定回收與指定破壞。
UL課 (Urban Legend)
負責與都市傳說相關的事件。
PP課 (Phenomenon Person)
處理由特殊能力擁有者所引發的事件，把特殊能力擁有者勸誘成為EME成員的部門
同時這部門也負責為AA命名。
一般把特殊能力擁有者分為懷柔指定和捕獲指定。
SD課 (Strange Disease／怪病因應)
負責處理怪病的成因，管理BC兵器(生物兵器與化學兵器)。
後來因為成因幾乎與PC或者亞人有關，就合併到PC課與DH課。
GA (Guardian Agent／保衛特務)
從屬EME的特務。擁有某種特殊能力的人居多。出任務時有一條原則，除非特殊情況，否則不會單獨一人，一般以主力和助手兩人一組行動。
AA (Agent Ability)
GA持有的特殊能力。GA以外的人類持有的特殊能力稱為SS(Superior Skill)。

## 人物介紹
以下配音是指廣播劇CD。

### EME

#### PC課
乾 紅太郎 （いぬい こうたろう） （原田正夫） 主要登場：『BLACK』『BLUE』『RED』
通稱『紅』，17歲(BLACK時15歲)，AA是『力場干涉能力』。
『BLACK』時是黑部其下的見習GA。現在是PC課的王牌GA。

檜繪馬 茜 （ひのえうま あかね） （堀江由衣） 『BLUE』『RED』
15歲，AA是『強制妖媒能力』。
初登場時在鄉間與雷獸瓦特引起事件，而遇上紅。加入EME後成為紅其下的見習特務。
瓦特
雷獸。檜繪馬‧安培‧伏特‧瓦特
帕斯卡
風貉。全名檜繪馬‧毫巴‧百‧帕斯卡
巽 蒼乃丞 （たつみ あおのじょう） （井上喜久子） 『BLUE』『RED』
通稱『蒼』，22歲，AA是『運動停止能力』。
從美國留學完畢的歸國的GA。但實際上現任EME總長，因某些原因而隱藏總長的身份。
黄泉 三木也 （こいずみ みきや） 『BLACK』『BLUE』『RED』
17歲。紅的童年玩伴兼好搭檔。
在『BLACK』時是黑部其下的見習GA。現在與紅一樣是PC課的王牌GA。
黒部 （くろべ） 『BLACK』
PC課的GA。『BLACK』時與白木號稱EME的最強。紅和三木也的師父。
AA是『空間掌握能力』。人稱『暗影黑部』
白木 （しらき） 『BLACK』
PC課的特務隊長。和黒部是好搭檔。
AA是『攻擊超載能力』。人稱『燐光白木』。
堇（スミレ） 『BLACK』
由SD課轉到PC課的GA。
AA是「生體治癒能力」
山吹 (やまぶき) 『RED』
三木也其下的見習GA。
鳩羽 圭一 （はとばね　けいいち） 『BLACK』
PC課的GA。圭二的雙胞胎兄弟。長有一副娃娃臉。
AA是『引力操作能力』。能自由加強於自身的引力。
鳩羽 圭二 （はとばね　けいじ） 『BLACK』
PC課的GA。圭一的雙胞胎兄弟。
光本 （こうもと） 『BLACK』
『BLACK』時期的PC課課長
水狩 一馬 （みずがり　かずま） 『BLUE』『RED』
『BLUE』『RED』時期的PC課課長
真中　橙吉朗 (まなか　とうきちろう) 『BLACK２』
與一個叫未來女生一樣是白木其下的見習GA。
AA是『溫度感知能力』。
小豆屋　大福 (あずきや　だいふく) 『BLACK２』
PC課的GA。
AA是『重量減輕能力』。
露草(つゆくさ)『BLACK２』
前SD課GA，現PC課的GA。AA是『藥物製造能力』。

#### DH課
道成寺 （どうじょうじ） 『BLUE』
AA是『自殺幫助能力』
虹橋 亂 （にじばし らん） 『RED』
AA是『自己暗示能力』
瑠璃姫　清音 (るりひめ　きよね) 『BLUE』
DH課的課長。患有白化症。
百合咲 (ゆりざき) 『BLUE』
DH課的特務隊長。與薔薇垣是當今的最強兩人組。
薔薇垣 (ばらがき) 『BLUE』
百合咲的搭檔。

#### OP課
鐵御納戸 良子 （てつおなんど りょうこ） 『RED』
瀨戸 銀次 (せとぎんじ) 『BLACK』『RED』
火野(ひの) 『BLUE２』
OP課的特務隊長。人稱「鐵拳火野」、「破壞學者」。
丁子(ちょうこ) 『BLUE２』
綽號「針女」。
AA名稱不明。能自由操作針子，甚至能以針駕駛車輛，雖然本人表示會開車的不是自己而是針。
輪子(りんこ) 『BLACK２』
AA名稱不明。在任何環境也能安全為船掌舵。

#### PP課
等等力　墨(とどろき　ぼく) 『BLUE』
PP課的課長。
源平　桃子(みなもとだいら　ももこ)『BLUE』
紅和三木也的童年玩伴。
AA是『精神感應能力』
綠

#### 元SD課
米兒『BLACK２』
阿基米德『BLACK２』
賽吉『BLACK２』
駱駝『BLACK２』

#### 高層
安倍　無支祁(『BLACK』では、示すへんにおおざと) (あべの　むしき) 『BLACK』『RED』
八百萬機關最後的總長。蒼的祖父。
代理 (だいり) 『BLUE』『RED』
EME的總長代理。本名不明。

#### 其他
鍋島　柿八 (なべしま　かきはち) 『BLACK』『RED』
EME總部員工食堂的大廚。綽號「火焰料理人」，AA是「絕對味覺能力」。
二十六色套餐的創始人。

### 『張開血盆大口的魔王迷宮』
在兩年前發生於東京地下街的案件，稱「地下迷宮事件」。
棋手梅林
棋手晴明
圓谷 將子

### 『與惡魔共舞的怪物之島』
女郎花 (おみなえし)  『BLACK２』
厄倪俄、彭芙雷杜、迪奧 『BLACK２』

### 『阿修羅之手』
「印度人」 『BLUE１』
「中國人」 『BLUE１』
「韓國人」 『BLUE１』
「日本人」内木 雪舟 （うちき せっしゅう） 『BLUE１』
「雑種」 『BLUE１』
「混血兒」 『BLUE１』

### 『潘朵拉之盒』
涅川　槃三 (くりかわ　はんぞう) 『BLUE２』
小不點
擬態獸
涅川　琴音 (くりかわ　ことね) 『BLUE２』
涅川　升之介『BLUE』
小黑

### 伊呂波莊
綾小路 Ω （あやのこうじ　おめが） 『RED』

### 私立參之上高校
學生會長『BLUE』『RED』
織田 (おだ) 『BLUE』『RED』

### 巽家
巽　葵 (たつみ　あおい) 『BLUE』『RED』
蒼的母親。
SS是能召喚海洋的『葵媽媽海洋藍』
薯蕷芋　妹子 (とろろいも　いもこ) 『BLUE』『RED』

### 其他
風間　幽溪 (かざま　ゆうけい) 『BLUE』
血滴子 (シュエティツ) 『RED』
綾小路 α (あやのこうじ　あるふぁ) 『RED』

## 組織
eme
所羅門之鑰會
阿修羅之手

## 出版書籍
| 出版順序 | 日版標題                             | 中文版翻譯                          | ISBN（日）         | ISBN（中）             | 出版日期（日） | 出版日期（中） |
| -------- | ------------------------------------ | ----------------------------------- | ------------------ | ---------------------- | -------------- | -------------- |
| 第1冊    |                                      | EME BLACK 01 張開血盆大口的魔王迷宮 | ISBN 4-8291-1415-0 | ISBN 978-986-174-883-2 | 2002年2月      | 2008年12月2日  |
| 第2冊    |                                      | EME BLUE 01 阿修羅之手              | ISBN 4-8291-1446-0 | ISBN 978-986-174-961-7 | 2002年7月      | 2009年1月21日  |
| 第3冊    | EME RED〈1〉 A Mission After School  | EME RED 01 A Mission After School   | ISBN 4-8291-1480-0 | ISBN 978-986-237-026-1 | 2002年12月     | 2009年2月25日  |
| 第4冊    |                                      | EME BLUE 02 潘朵拉之盒              | ISBN 4-8291-1521-1 | ISBN 978-986-237-094-0 | 2003年5月      | 2009年5月16日  |
| 第5冊    | EME RED〈2〉 DIG DUG SEVEN           | EME RED 02 DIG DUG SEVEN            | ISBN 4-8291-1559-9 | ISBN 9789862374603     | 2003年10月     | 2010年2月9日   |
| 第6冊    |                                      | EME BLACK 02 與惡魔共舞的怪物之島   | ISBN 4-8291-1598-X | ——                     | 2004年3月19日  | ——             |
| 第7冊    | EME RED〈3〉 UNDEAD                  |                                     | ISBN 4-8291-1624-2 | ——                     | 2004年6月18日  | ——             |
| 第8冊    | EME RED〈4〉 MR.CUBE                 |                                     | ISBN 4-8291-1683-8 | ——                     | 2005年2月18日  | ——             |
| 第9冊    | EME RED〈5〉 ghost town              |                                     | ISBN 4-8291-1694-3 | ——                     | 2005年3月18日  | ——             |
| 第10冊   |                                      |                                     | ISBN 4-8291-1728-1 | ——                     | 2005年7月20日  | ——             |
| 第11冊   | EME RED〈6〉 BLUE MOTHER VS RED BABY |                                     | ISBN 4-8291-1782-6 | ——                     | 2005年12月     | ——             |
| 第12冊   | EME RED〈7〉 COLOSSEUM               |                                     | ISBN 4-8291-1831-8 | ——                     | 2006年6月      | ——             |
| 第13冊   | EME RED〈8〉 AOFC                    |                                     | ISBN 4-8291-1844-X | ——                     | 2006年7月      | ——             |
| 第14冊   | EME RED END W‐JACK                   |                                     | ISBN 4-8291-3261-2 | ——                     | 2008年2月10日  | ——             |

## 註解
1. ↑  『RED』第一卷後記